# Buteo oreophilus
Buteo oreophilus là một loài chim trong họ Ưng.
Loài chim săn mồi này sinh sống ở rừng núi ở Đông Phi (Ethiopia, Kenya, Tanzania, Uganda, Rwanda, Burundi và cực đông Cộng hòa Dân chủ Congo) và rừng và đồn điền ở Nam Phi. Quần thể ở Nam Phi đôi khi được xem là một loài riêng Buteo trizonatus).
Nó có chiều dài 45–50 cm. Có hai phân loài được công nhận:
- Buteo oreophilus oreophilus
- Buteo oreophilus trizonatus